# Lisova Slobidka, Berdîciv
Lisova Slobidka (în ucraineană Лісова Слобідка) este un sat în comuna Ozadivka din raionul Berdîciv, regiunea Jîtomîr, Ucraina.

## Demografie
Componența lingvistică a localității Lisova Slobidka
     Ucraineană (96,22%)
     Rusă (3,78%)
Conform recensământului din 2001, majoritatea populației localității Lisova Slobidka era vorbitoare de ucraineană (96,22%), existând în minoritate și vorbitori de rusă (3,78%).